# Antoculeora minor
Antoculeora minor är en fjärilsart som beskrevs av Chou och Lu 1979. Antoculeora minor ingår i släktet Antoculeora och familjen nattflyn. Inga underarter finns listade i Catalogue of Life.